# Loriotus
Loriotus es un género de aves paseriformes perteneciente a la familia Thraupidae que agrupa a tres especies nativas de la América tropical (Neotrópico), donde se distribuyen desde Honduras a través de América Central y del Sur hasta Bolivia y el sur de la cuenca amazónica; y en el este de Brasil. A sus miembros se les conoce por el nombre popular de tangaras, y también fruteros, entre otros. Las especies estaban antes colocadas en el género Tachyphonus, de donde fueron separadas en el año 2016.

## Etimología
El nombre genérico masculino «Loriotus» deriva de la palabra francesa «loriot», que es el nombre común de la oropéndola europea Oriolus oriolus.

## Características
Las tangaras de este género son encontradas principalmente en bosques y selvas húmedas de baja altitud. Medianos, miden entre 13 y 16,5 cm de longitud. Morfológicamente, los machos de estas tres especies comparten el color negro brillante, la corona amarilla o anaranjado brillante y la mancha blanca en las alas; las hembras son más apagadas, de color pardo.

## Taxonomía
En los años 2010, publicaciones de filogenias completas de grandes conjuntos de especies de la familia Thraupidae basadas en muestreos genéticos, permitieron comprobar lo que ya era sugerido por otros autores anteriormente: que el género Tachyphonus era polifilético, con las especies antes denominadas Tachyphonus cristatus, T. rufiventer y T. luctuosus formando un clado bien caracterizado distante del resto de las especies. Burns et al. (2016) propusieron separar las tres especies citadas en un nuevo género Islerothraupis. La inclusión de las tres especies y el género Islerothraupis fueron reconocidos en la Propuesta N° 730.05 al Comité de Clasificación de Sudamérica (SACC).
Posteriormente, se descubrió que existía un género Loriotus disponible, descrito por el zoólogo polaco Feliks Paweł Jarocki en 1821, cuya especie tipo era Tanagra cristata = Tachyphonus cristatus, por lo que Islerothraupis se convirtió en un sinónimo posterior del mismo. Esta corrección taxonómica fue aprobada en la Propuesta N° 836 al SACC.
Las relaciones con otros géneros son complejas, pero Loriotus está hermanado con el par formado por Eucometis y por Trichotharupis, todos en una subfamilia Tachyphoninae.

## Lista de especies
Según las clasificaciones del Congreso Ornitológico Internacional (IOC) y Clements Checklist/eBird el género agrupa a las siguientes especies con el respectivo nombre popular de acuerdo con la Sociedad Española de Ornitología (SEO):
| Imagen | Nombre científico   | Autor                          | Nombre común           | Estado de conservación | Distribución |
| ------ | ------------------- | ------------------------------ | ---------------------- | ---------------------- | ------------ |
|        | Loriotus cristatus  | (Linnaeus, 1766)               | tangara crestifuego    | LC                     |              |
|        | Loriotus rufiventer | (Spix, 1825)                   | tangara crestiamarilla | LC                     |              |
|        | Loriotus luctuosus  | (d'Orbigny & Lafresnaye, 1837) | tangara luctuosa       | LC                     |              |